# Jakob Glesnes
Jakob Glesnes, né le 25 mars 1994 à Bergen en Norvège, est un footballeur norvégien, qui évolue au poste de défenseur central au Union de Philadelphie en MLS.

## Biographie

### Débuts professionnels
Né à Bergen en Norvège, Jakob Glesnes est formé par le Skogsvåg IL et le FK Hald avant de rejoindre le Løv-Ham, où il commence sa carrière.
En janvier 2016, Jakob Glesnes s'engage librement avec Sarpsborg 08 FF pour un contrat de deux ans, soit jusqu'en décembre 2017. Le transfert est annoncé dès le 12 novembre 2015.
Il découvre alors l'Eliteserien, l'élite du football norvégien, jouant son premier match sous ses nouvelles couleurs dans cette compétition le 13 mars 2016 face au FK Haugesund, lors de la première journée de la saison 2016. Il est titulaire ce jour-là et son équipe s'incline par un but à zéro.

### Strømsgodset IF
Le 1er août 2016, Jakob Glesnes rejoint le Strømsgodset IF. Il signe un contrat courant jusqu'à l'été 2020 et portera le numéro 5,.
Il joue son premier match pour le club le 14 août 2016, lors d'une rencontre de championnat face au IK Start. Il est titularisé et les deux équipes se neutralisent (1-1 score final).
Le 24 mars 2017, Glesnes est nommé capitaine du Strømsgodset IF.

### Union de Philadelphie
Le 31 janvier 2020, Jakob Glesnes rejoint le Union de Philadelphie, franchise de MLS. Il signe un contrat de deux ans plus deux années supplémentaires en option.
Glesnes marque son premier but pour Philadelphie le 9 mars 2020, lors d'une rencontre de MLS face au Los Angeles FC. Titularisé ce jour-là, il marque sur un coup franc direct de plus de 35 mètres et les deux équipes se neutralisent (3-3 score final),.

### En sélection
Jakob Glesnes joue son premier match avec l'équipe de Norvège espoirs le 7 octobre 2016, contre la Suisse. Il entre en jeu à la place de Martin Ødegaard et les Norvégiens s'imposent sur le score de deux buts à un.